# Hylotelephium verticillatum
Hylotelephium verticillatum är en fetbladsväxtart som först beskrevs av Carl von Linné, och fick sitt nu gällande namn av Hideaki Ohba. Hylotelephium verticillatum ingår i släktet kärleksörter, och familjen fetbladsväxter. Utöver nominatformen finns också underarten H. v. lithophilos.